# Экономика Усть-Кутского района
Эконо́мика Усть-Ку́тского райо́на Иркутской области преимущественно добывающая, с низкой долей обрабатывающих производств. Сельскохозяйственный комплекс развит слабо. Высокотехнологичные производства отсутствуют.
Основные отрасли: нефтедобыча, обрабатывающие производства, теплоэнергетика. Наибольшие объёмы — в добыче углеводородов (нефти и газоконденсата) и древесины.
Крупнейшие предприятия:
- ОАО «Усть-Кутнефтегаз» — дочернее предприятие ООО «Иркутская нефтяная компания»;
- Усть-кутская нефтебаза;
- Осетровский речной порт;
- предприятия лесной промышленности.

Работает 240 малых предприятий, зарегистрировано 1465 индивидуальных предпринимателей.

## Промышленность
Промышленный комплекс района включает три основные отрасли:
- обрабатывающие производства;
- нефтедобыча (вносит наибольший вклад в развитие промышленности);
- теплоэнергетика.

Индекс промышленного производства по оценке за 2008 год составил 125,7 % (рост на 23,5 % по сравнению с 2007 годом)

### Добыча углеводородного сырья
Промышленная разработка на территории района ведётся на Марковском, Ярактинском и Дулисьминском нефтегазоконденсатных месторождениях.
Основное нефтедобывающее предприятие — ОАО «Усть-Кутнефтегаз» (дочернее предприятие ООО «Иркутская нефтяная компания»).
| Показатель, ед. изм.                                    | Значение | По отношению к 2007 году |
| ------------------------------------------------------- | -------- | ------------------------ |
| Добыча нефти в натуральном выражении, тыс. тонн         | 240      | 156,9 %                  |
| Объём отгруженных товаров, работ и услуг, млн. руб.     | 739,5    | 186,8 %                  |
| Выручка от реализации товаров, работ и услуг, млн. руб. | 739,5    | 161,7 %                  |

Кроме нефти, на территории района добывается газоконденсат; идёт разработка новых перспективных участков по добыче углеводородов.
В 2008 году было завершено строительство Восточного нефтепровода на участке, проходящем по территории района.

### Обрабатывающее производство
Представлено, в первую очередь, предприятиями, специализирующимися на глубокой переработке древесины и производстве изделий из дерева: ООО «Микура», «ОИК-5» и другие.
Показатели 2008 года:
| Показатель, ед. изм.                                    | Значение | По отношению к 2007 году |
| ------------------------------------------------------- | -------- | ------------------------ |
| Объём отгруженных товаров, работ и услуг, млн. руб.     | 304,1    | 91,9 %                   |
| Выручка от реализации товаров, работ и услуг, млн. руб. | 228,2    | 70,8 %                   |

Снижение объёмов объясняется отсутствием необходимого запаса сырья в начале года, нестабильностью в поставках сырья.

### Теплоэнергетика
Уровень производства теплоэнергии в 2008 году по сравнению с прошлым годом составил 138,8 %. Объём отгруженных товаров, выполненных работ и услуг — 120,7 %. Выручка — 139,8 %.

### Другие добывающие отрасли
Освоение Якуримского месторождения строительного камня (ООО «Биоконст») — добыча в 2008 году составила 50 тыс. м³.

## Леснойкомплекс
В лесном секторе работают 36 предприятий. Из них 14 — арендаторы с общей расчётной лесосекой 1952 тыс. м³ (в 2008 году освоено 28,5 %). Общий объём фактически заготовленной древесины в 2008 году — 667 тыс. м³ (▼ на 7 %).
Производимая продукция — преимущественно круглые лесоматериалы на экспорт (▲ на 10 %). По сравнению с 2007 годом снизилось производство пиломатериала — на 13 %.
Основные предприятия отрасли: ООО «Леналессервис», ООО ЛЗПК «Лена-лес», ЗАО «Усть-кутский лес», ООО «Микура», ЗАО «Ленаэкспортлес», ООО «СЭЛ-групп».

### Новые проекты
В настоящее время в лесной отрасли района идёт реализация инвестиционных проектов по строительству двух деревоперерабатывающих заводов ООО «Транс-Сибирская лесная компания» и ООО «Осетровский ЛДК».
С инвесторами из КНР прорабатывается вопрос о строительстве целлюлозно-бумажного комбината в районе разъезда Чудничного.

## Строительство
В районе работает несколько строительных организаций: ООО «ВСЭМ», ООО «Ленадорстрой», ООО «ЛБСсервис», ТСЛК «Усть-Кутстрой», ООО «Промстройсервис», ООО «Ленажилстрой». Строители заняты в основном на проведении капитального ремонта объектов социальной и жилищно-коммунальной сфер, для загрузки мощностей вынуждены работать вахтовым методом в других регионах.
Общий объём работ, выполненных за 2008 год, составил 253,2 млн руб. (61 % от уровня 2007 года). Рост объёмов — только у ООО «Ленадорстрой» (135 %).
Ввод многоквартирного жилья практически прекратился в 1990-е годы. В целом за 2008 год в районе введено в действие 16 жилых домов (16 квартир). Общая площадь введённого жилья — 1507 м² (45,5 % к уровню 2007 года).

## Сельское хозяйство
В 2008 году сельхозпредприятия произвели валовой продукции на сумму 9875 тыс. руб.
Крупнейшие хозяйства: МСП «Лена» УКМО, ИП Тарасенко, ИП Абрамов В. В., ИП Аксёнов А. Н.
Показатели по итогам 2008 года:
| Показатель, ед. изм.                      | Значение |
| ----------------------------------------- | -------- |
| Растениеводство:                          |          |
| Зерновые культуры:                        |          |
| Площадь посева зерновых, га               | 230      |
| Убранная посевная площадь, га             | 215      |
| Валовый сбор зерна, ц                     | 1038     |
| Урожайность, ц/га                         | 4,8      |
| Картофель:                                |          |
| Уборная площадь, га                       | 4,9      |
| Валовый сбор, ц                           | 393      |
| Урожайность, ц/га                         | 77       |
| Кормовые культуры:                        |          |
| Занято площадей, га                       | 598      |
| Заготовлено грубого корма, ц              | 230      |
| Животноводство:                           |          |
| Поголовье крупного рогатого скота, голов  | 131      |
| Надоено молока, ц                         | 702      |
| Средний надой на одну фуражную корову, кг | 1151     |
| Произведено мяса, ц                       | 1166     |
| Количество лошадей, голов                 | 14       |
| Количество овец, голов                    | 19       |

По программам финансирования поддержки сельского хозяйства получено 934 тыс. руб. из федерального бюджета, 67 тыс. руб. из областного бюджета, 1534 тыс. руб. из местного.
Действует районная целевая программа «Развитие сельского хозяйства и поддержка развития рынков сельскохозяйственной продукции, сырья и продовольствия в Усть-Кутском районе на 2009—2012 годы».

## Потребительский рынок

### Торговля
На территории района действует 664 точки стационарной, мелкорозничной торговли и рынков, в том числе:
- 409 магазинов,
- 159 киосков, павильонов,
- 16 торговых точек оптовой и мелкооптовой торговли,
- 3 рынка,
- 2 сезонные ярмарки,
- прочая сеть (75 шт.).

С начала 2000-х годов в розничной торговле появляются федеральные сети: «Эльдорадо» (действует без вывески из-за конфлиткта с местным ООО «Эльдорадо»), «Позитроника», «Евросеть».
Оборот розничной торговли в 2008 году — 3 443,3 млн руб.

### Общественное питание
74 предприятия, имеющие 4592 посадочных места, в том числе:
- 25 кафе,
- 3 бара,
- 31 столовая,
- 4 закусочных,
- 11 точек прочей сети (буфеты).

Оборот общественного питания в 2008 году составил 153,8 млн руб. (▲ на 1 %).

### Рынок услуг
Представлен 131 предприятием. Объём реализации бытовых услуг населению за 2008 год — 36,5 млн руб. (▲ на 25,1 %).

## Малый бизнес
На территории района действует 240 малых предприятий (4,4 МП на 1000 человек). Основные секторы — оптовая и розничная торговля, операции с недвижимостью, сельское хозяйство, охота и лесное хозяйство.
Зарегистрировано 1465 индивидуальных предпринимателя.
Объём отгруженных товаров по малым предприятиям в 2008 году составил 3,2 млрд руб. (145,5 % к уровню 2007 года). Выручка составила 3,7 млрд руб. (168,9 %).
В целом на предприятиях малого бизнеса работает 4270 чел. (24,9 % от общей численности работающих).